# Yvecrique
Yvecrique és un municipi francès situat al departament del Sena Marítim i a la regió de Normandia. L'any 2007 tenia 646 habitants.

## Demografia

### Població
El 2007 la població de fet de Yvecrique era de 646 persones. Hi havia 218 famílies de les quals 32 eren unipersonals (20 homes vivint sols i 12 dones vivint soles), 63 parelles sense fills, 115 parelles amb fills i 8 famílies monoparentals amb fills.
La població ha evolucionat segons el següent gràfic:
Habitants censats

### Habitatges
El 2007 hi havia 235 habitatges, 222 eren l'habitatge principal de la família, 5 eren segones residències i 8 estaven desocupats. 231 eren cases i 4 eren apartaments. Dels 222 habitatges principals, 131 estaven ocupats pels seus propietaris i 91 estaven llogats i ocupats pels llogaters; 1 tenia una cambra, 7 en tenien dues, 31 en tenien tres, 65 en tenien quatre i 119 en tenien cinc o més. 180 habitatges disposaven pel capbaix d'una plaça de pàrquing. A 89 habitatges hi havia un automòbil i a 126 n'hi havia dos o més.

### Piràmide de població
La piràmide de població per edats i sexe el 2009 era:
| Homes | Edats   | Dones |
| ----- | ------- | ----- |
| 0     | 95 o +  | 0     |
| 0     | 90 a 94 | 0     |
| 0     | 85 a 89 | 0     |
| 4     | 80 a 84 | 0     |
| 0     | 75 a 79 | 0     |
| 12    | 70 a 74 | 12    |
| 8     | 65 a 69 | 12    |
| 12    | 60 a 64 | 12    |
| 8     | 55 a 59 | 12    |
| 8     | 50 a 54 | 0     |
| 20    | 45 a 49 | 20    |
| 40    | 40 a 44 | 28    |
| 32    | 35 a 39 | 20    |
| 16    | 30 a 34 | 36    |
| 12    | 25 a 29 | 24    |
| 28    | 20 a 24 | 36    |
| 20    | 15 a 19 | 32    |
| 32    | 10 a 14 | 40    |
| 40    | 5 a 9   | 20    |
| 20    | 0 a 4   | 36    |

## Economia
El 2007 la població en edat de treballar era de 470 persones, 350 eren actives i 120 eren inactives. De les 350 persones actives 317 estaven ocupades (190 homes i 127 dones) i 34 estaven aturades (14 homes i 20 dones). De les 120 persones inactives 33 estaven jubilades, 51 estaven estudiant i 36 estaven classificades com a «altres inactius».

### Ingressos
El 2009 a Yvecrique hi havia 230 unitats fiscals que integraven 659 persones, la mediana anual d'ingressos fiscals per persona era de 17.481 €.

### Activitats econòmiques
Dels 6 establiments que hi havia el 2007, 2 eren d'empreses de construcció, 1 d'una empresa d'informació i comunicació, 1 d'una empresa immobiliària, 1 d'una empresa de serveis i 1 d'una entitat de l'administració pública.
Dels 2 establiments de servei als particulars que hi havia el 2009, 1 era un paleta i 1 lampisteria.
L'any 2000 a Yvecrique hi havia 9 explotacions agrícoles que ocupaven un total de 498 hectàrees.

## Equipaments sanitaris i escolars
El 2009 hi havia una escola elemental.

## Poblacions més properes
El següent diagrama mostra les poblacions més properes.